# کلیمنت تورنووسکی
کلیمنت تورنووسکی (بلغاری: Васил Николов Друмев؛ ۱۸۴۱ – ۱۰ ژوئیهٔ ۱۹۰۱) یک کشیش و سیاستمدار اهل بلغارستان بود. 